# Signal de Botrange
El signal de Botrange és des del Tractat de Versalles de 1919, el punt més alt de Bèlgica amb una altitud de 694 m sobre el nivell del mar. Es troba a l'altiplà d'Hautes Fagnes, en el massís de les Ardenes a la província de Lieja. Té un clima dur i compta amb una estació meteorològica. Per només un metre és més alt que el Weisser Stein (693 m) situat a Murrange, i també és més alt que el baraque Michel (674 m) i el Baraque Fraiture (652). Un monticle de terra anomenat Baltia construït l'any 1923 permet arribar artificialment a l'altitud de 700 metres. Una torre feta de pedra del 1934 el fa culminar a 718 m.
La Signal de Botrange no marca una frontera d'estat sinó la frontera lingüística entre les llengües romàniques (a l'oest) i les germàniques (a l'est).

## Clima
L'estació meteorològica mostra que s'hi registren vents més forts que al centre de Bèlgica. Les temperatures mitjanes i les extremes són lesmés baixes de Bèlgica. Els -25,6 °C enregistrats aquí només han estat ultrapassats pels -30,1 °C observats al fons de la vall del riu Lomme a Rochefort de Bèlgica produïts pel fenomen de la inversió tèrmica. A Signal de Botrange durant els tres mesos d'hivern les temperatures mitjanes són frígides (per sota dels 0 °C). La pluviometria, en canvi, amb una mitjana de 1.450 litres, és més alta que la mitjana del país (per exemple 800 litres a Uccle) i també les precipitación són més freqüents amb més de 200 dies de precipitacions a l'any. A l'estiu només excepcionalment es passa dels 30 °C. Hi ha gelades des de fi de setembre a mitjans de maig.

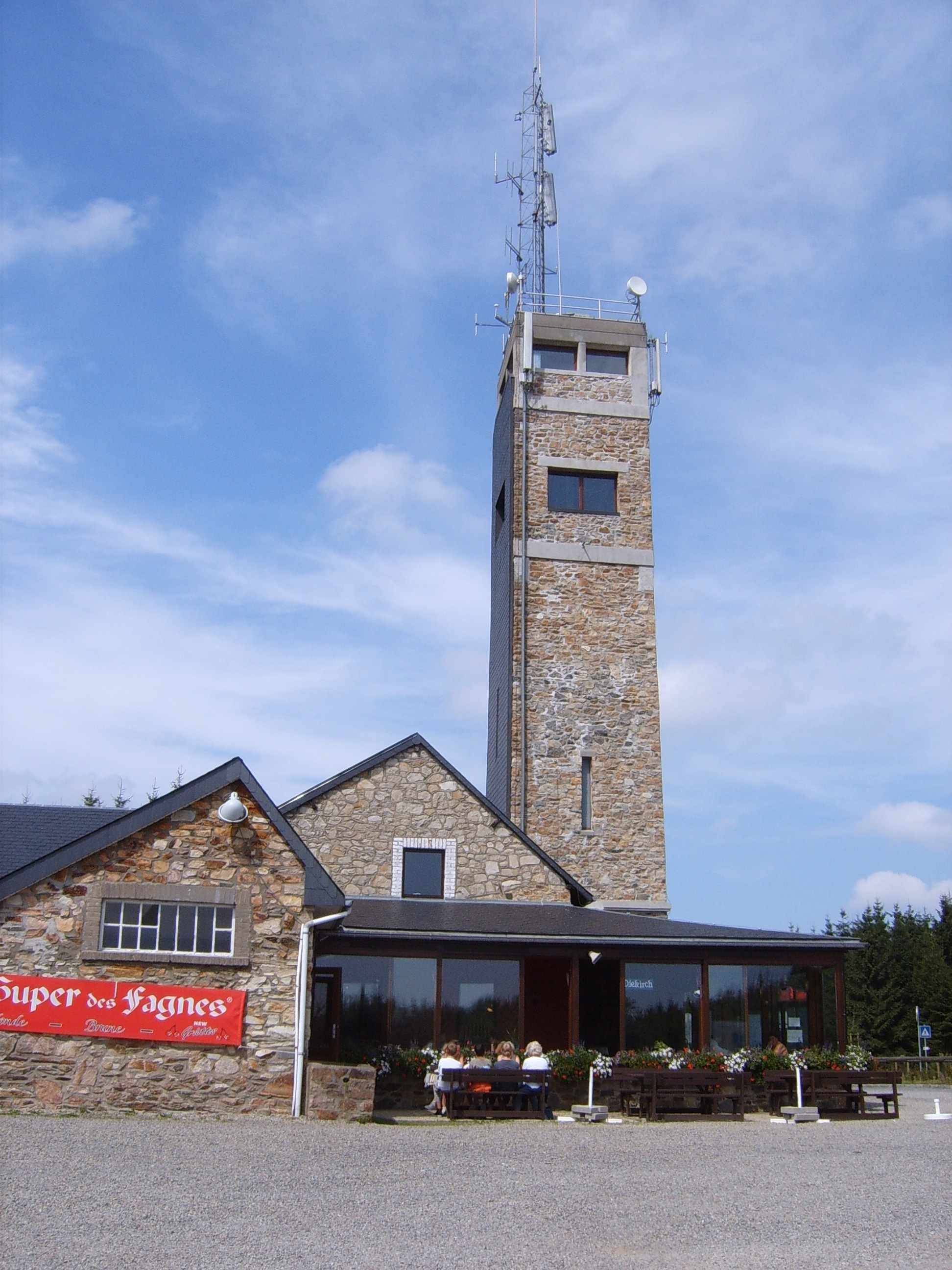
La torre i l'alberg de Signal de Botrange
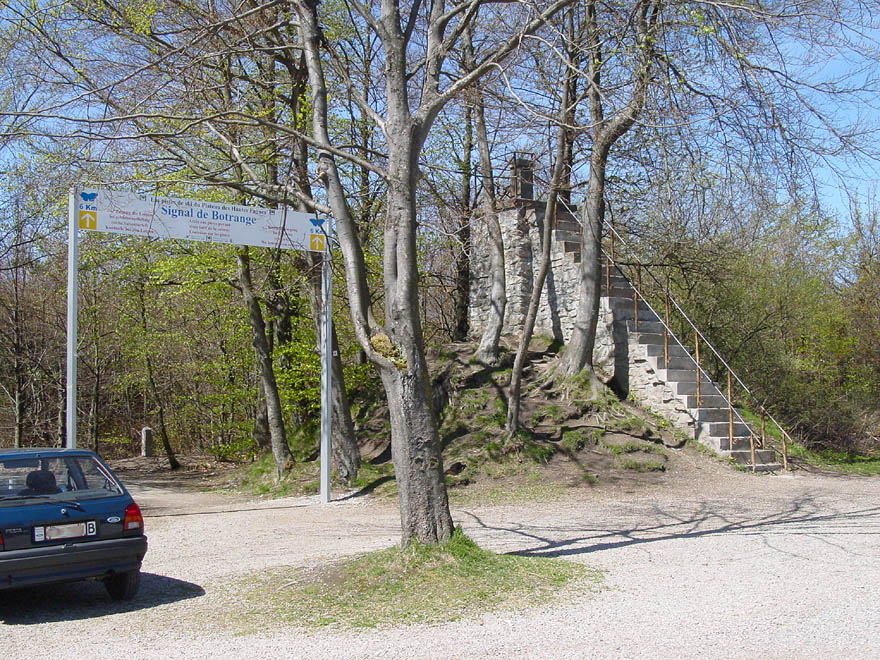
El monticle Baltia
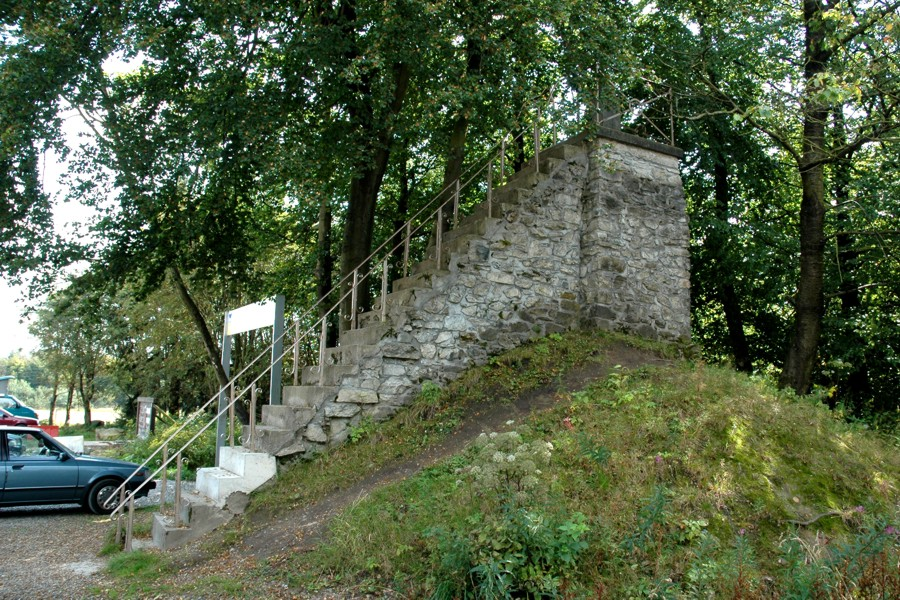
Gràcies al monticle Baltia, l'altitud arriba als 700 metres
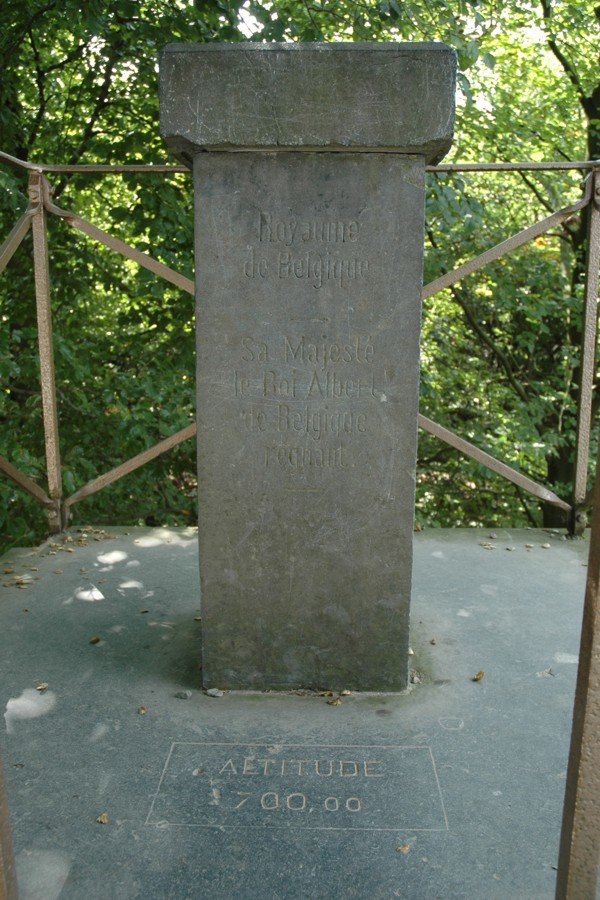
Cim del monticle
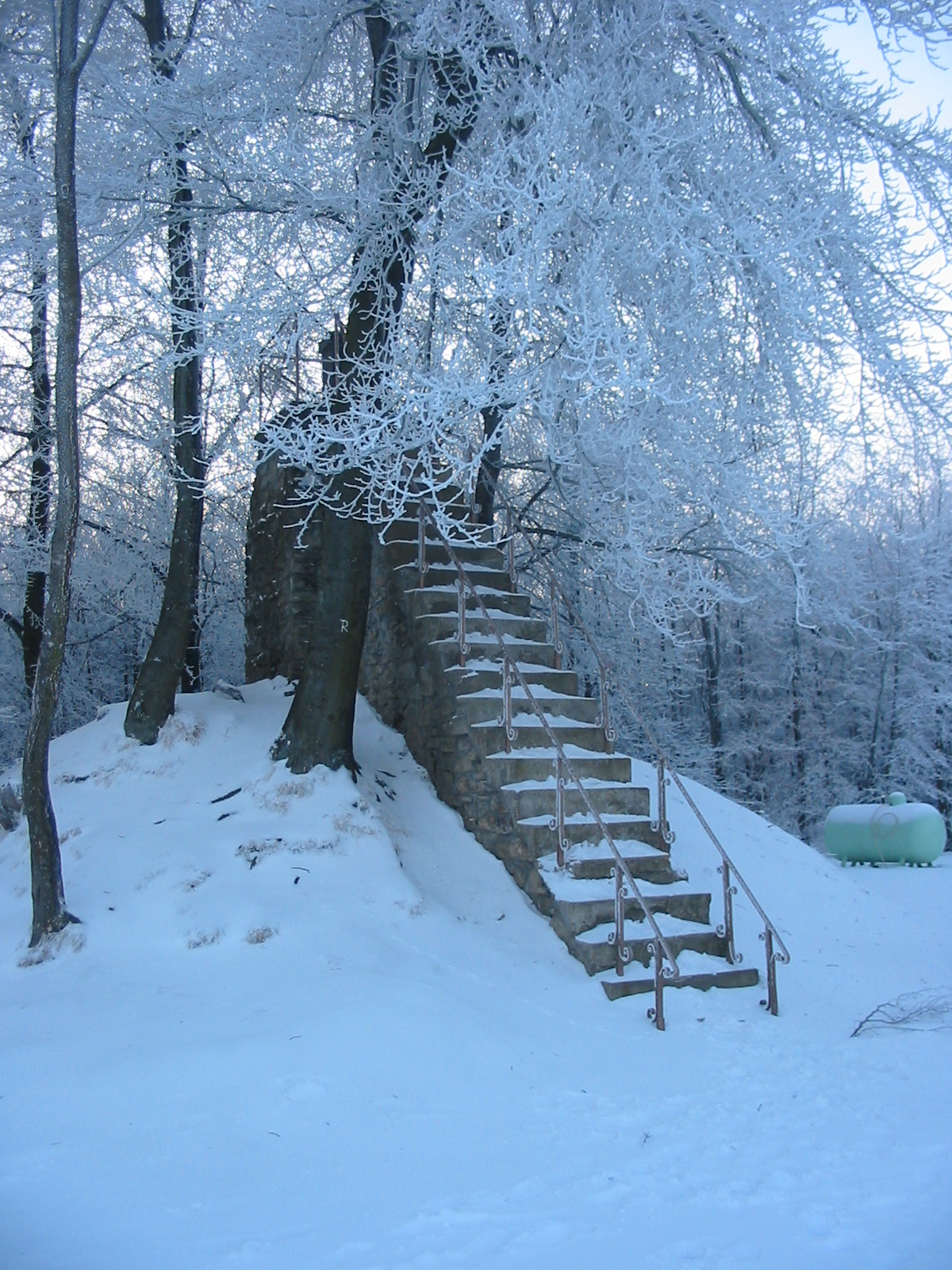
Monticle Baltia sota la neu
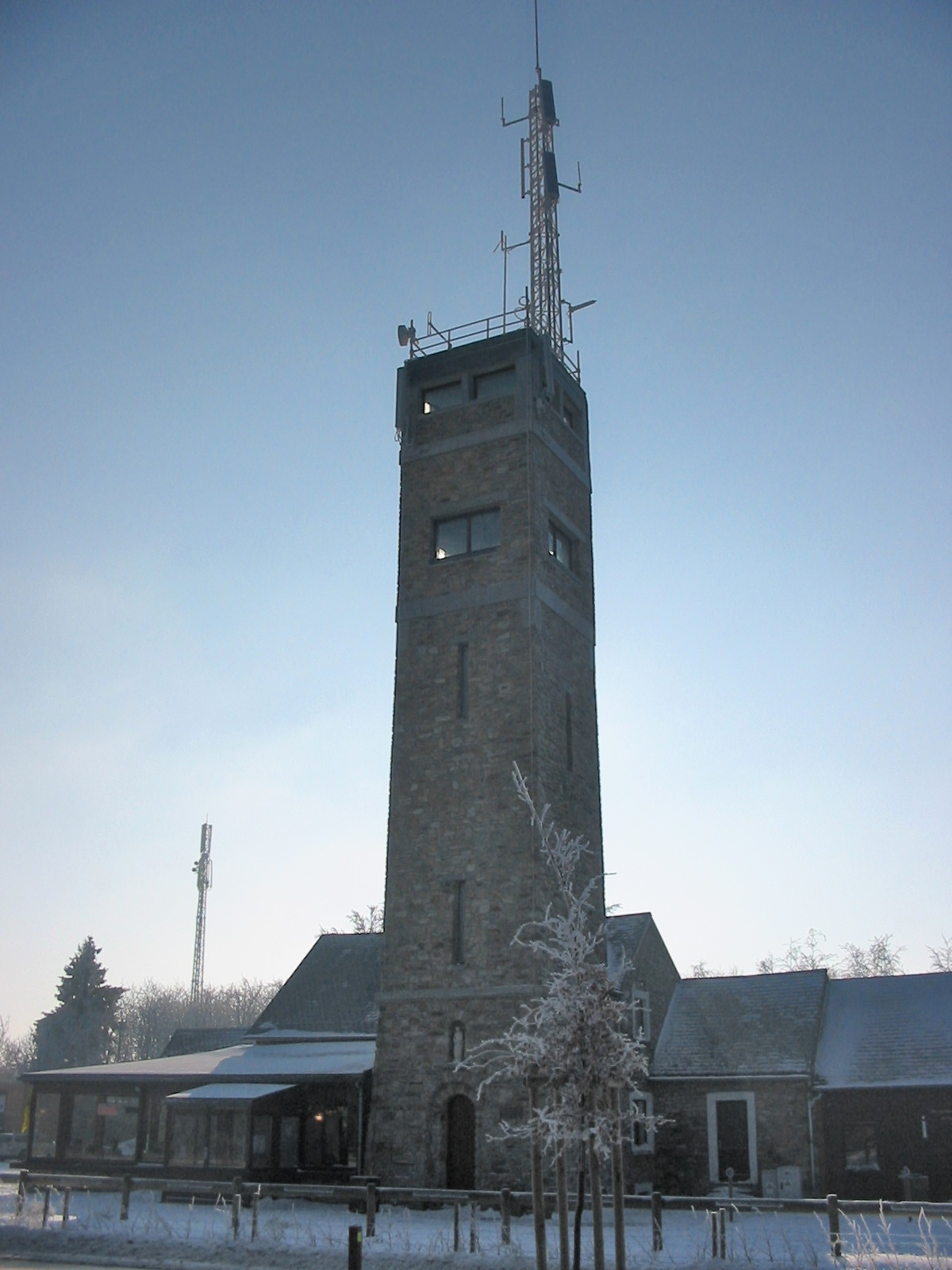
Torre del Signal de Botrange